# Mikroregiony v Královéhradeckém kraji
Mikroregiony jsou regiony malého geografického měřítka. V Královéhradeckém kraji byly zakládány od roku 1905 a jejich celkový počet je 47.
| Název                                      | Sídlo                        | Okres                                | Účel |
| ------------------------------------------ | ---------------------------- | ------------------------------------ | --- |
| BioTop                                     | Rokytnice v Orlických horách | Rychnov nad Kněžnou                  | zpracování luk, výroba peletek |
| Mikroregion Brodec                         | Borovnice                    | Rychnov nad Kněžnou                  | společné projekty |
| Dobrovolný svazek obcí Broumovsko          | Broumov                      | Náchod                               | koordinování celkového rozvoje území DSO na základě společné strategie,společný postup při prosazování udržitelného života v území,společná propagace mikroregionu v cestovním ruchu. |
| Dobrovolný svazek obcí Jaroměřsko          | Jaroměř                      | Náchod                               | celkový rozvoj mikroregionu |
| Dobrovolný svazek obcí Křivina             | Týniště nad Orlicí           | Rychnov nad Kněžnou                  | provoz skupinového vodovodu pro Týniště nad Orlicí a Albrechtice nad Orlicí a zajištění dalších souvisejících služeb |
| Dobrovolný svazek obcí Lesy Policka        | Bukovice                     | Náchod                               | péče o obecní lesy, spolupráce při činnostech souvisejících s hospodařením a správou lesních majetků ve vlastnictví obcí. |
| Dobrovolný svazek obcí Mikroregion Bělá    | Skuhrov nad Bělou            | Rychnov nad Kněžnou                  | koordinování celkového rozvoje území DSO na základě společné strategie,společný postup při prosazování udržitelného života v území,společná propagace mikroregionu v cestovním ruchu. |
| Dobrovolný svazek obcí Mikroregion Stráně  | Hořičky                      | Náchod                               | koordinování celkového rozvoje území mikroregionu na základě společné strategie, přímé provádění společných investičních akcí, společná propagace mikroregionu v cestovním ruchu, |
| Dobrovolný svazek obcí Obecní voda         | Častolovice                  | Rychnov nad Kněžnou                  | správa vodovodu a kanalizace |
| Dobrovolný svazek obcí Orlice              | Kostelec nad Orlicí          | Rychnov nad Kněžnou                  | koordinování celkového rozvoje území mikroregionu na základě společné strategie, přímé provádění společných investičních akcí, společná propagace mikroregionu v cestovním ruchu |
| Dobrovolný svazek obcí Podborsko           | Žďárky                       | Náchod                               | všestranná spolupráce a ochrana společných zájmů členských obcí. Plynofikace obcí. Po dokončení plynofikacecbude zřejmě zrušeno. |
| Dobrovolný svazek obcí Policka             | Police nad Metují            | Náchod                               | koordinování celkového rozvoje území mikroregionu na základě společné strategie, koordinování územních plánů a územního plánování, přímé provádění společných investičních akcí, společná propagace mikroregionu v cestovním ruchu, přeshraniční spolupráce, aktivity vedoucí k postupnému vyrovnávání rozvojového potenciálu všech členů svazku. |
| Dobrovolný svazek obcí Poorlicko           | Albrechtice nad Orlicí       | Rychnov nad Kněžnou, Pardubice       | koordinování celkového rozvoje území mikroregionu na základě společné strategie, přímé provádění společných investičních akcí, společná propagace mikroregionu v cestovním ruchu |
| Dobrovolný svazek obcí Region Novoměstsko  | Nové Město nad Metují        | Náchod, Rychnov nad Kněžnou          | podpora vzájemné spolupráce v oblastech hospodářského, sociálního a kulturního rozvoje s cílem dosažení celkové prosperity zakládajících obcí a jejich obyvatel |
| Dobrovolný svazek obcí Region Orlické hory | Deštné v Orlických horách    | Náchod, Rychnov nad Kněžnou          | podpora hospodářsko-sociálního a kulturního rozvoje a obnovy venkova, rozvoj členských obcí svazku s cílem napomoci celkovému rozvoji a prosperitě mikroregionu a jeho obyvatel |
| Dobrovolný svazek obcí Štědrá              | Tutleky                      | Rychnov nad Kněžnou                  | celkový rozvoj území mikroregionu. Plynofikace obcí. Po dokončení projektu bude ukončeno – předpoklad léto 2011. |
| Dobrovolný svazek obcí Tichá Orlice        | Borohrádek                   | Rychnov nad Kněžnou, Ústí nad Orlicí | správa sdružených vodovodů a kanalizací, spolupráce členských obcí ve všech odvětvích. |
| Dobrovolný svazek obcí Vrchy               | Trnov                        | Rychnov nad Kněžnou                  | celkový rozvoj území mikroregionu |
| Krkonoše - svazek měst a obcí              | Vrchlabí                     | Jablonec nad Nisou, Semily, Trutnov  | koordinování celkového rozvoje území turistického regionu Krkonoše na základě společné strategie, koordinování územních plánů a územního plánování, společný postup při prosazování ekologické stability území, společná propagace a rozvoj cestovního ruchu |
| Lázeňský mikroregion                       | Lázně Bělohrad               | Jičín, Hradec Králové, Trutnov       | koordinování celkového rozvoje území mikroregionu na základě společné strategie, společná propagace mikroregionu v cestovním ruchu |
| Mikroregion Černilovsko                    | Černilov                     | Hradec Králové                       | koordinování celkového rozvoje území mikroregionu na základě společné strategie, přímé provádění společných investičních akcí, společná propagace mikroregionu v cestovním ruchu |
| Mikroregion Hustířanka                     | Velichovky                   | Hradec Králové, Náchod, Trutnov      | koordinování celkového rozvoje území mikroregionu na základě společné strategie, koordinování územních plánů a územního plánování, přímé provádění společných investičních akcí, společný postup při prosazování ekologické stability území, společná propagace mikroregionu v cestovním ruchu |
| Mikroregion Nechanicko                     | Mokrovousy                   | Hradec Králové                       | koordinování celkového rozvoje území mikroregionu na základě společné strategie |
| Mikroregion Novobydžovsko                  | Nový Bydžov                  | Hradec Králové                       | koordinování celkového rozvoje území mikroregionu na základě společné strategie, přímé provádění společných investičních akcí, společný postup při prosazování ekologické stability území, společná propagace mikroregionu v cestovním ruchu |
| Mikroregion obcí Památkové zóny 1866       | Všestary                     | Hradec Králové                       | koordinování celkového rozvoje území mikroregionu na základě společné strategie, přímé provádění společných investičních akcí, společná propagace mikroregionu v cestovním ruchu |
| Mikroregion Podchlumí                      | Ostroměř                     | Jičín                                | koordinování celkového rozvoje území mikroregionu na základě společné strategie, přímé provádění společných investičních akcí, společný postup při prosazování ekologické stability území, společná propagace mikroregionu v cestovním ruchu |
| Mikroregion Rodný kraj Františka Kupky     | Dobruška                     | Rychnov nad Kněžnou                  | cílem DSO je další rozvoj měst a obcí, které se stanou členy tohoto svazku, jejich vyrovnání evropským standardům a vývojovým trendům 21. století ve všech oblastech lidského života. Rozhodujícími problémy, které bude svazek řešit budou – snižování nezaměstnanosti, zlepšování životního prostředí, rozvoj ekonomiky, infrastruktury, cestovního ruchu a dalších oblastí vymezených § 50 zákona č. 128/2000 Sb., v platném znění, jež korespondují s cíli a posláním svazku |
| Mikroregion Rychnovsko                     | Rychnov nad Kněžnou          | Rychnov nad Kněžnou                  | koordinování celkového rozvoje území mikroregionu na základě společné strategie, koordinování územních plánů a územního plánování, přímé provádění společných investičních akcí, společná propagace mikroregionu v cestovním ruchu |
| Mikroregion Smiřicko                       | Smiřice                      | Hradec Králové, Náchod               | spolupráce v oblasti ekonomického rozvoje, rozvoje venkova, kvality života, ochrany životního prostředí, včetně orientace na alternativní energetické zdroje v objektech majetku obcí, efektivní spolupráce obcí, státní i soukromé sféry, zájmových sdružení a občanů, spolupráce při územním plánování, rozvoj cestovního ruchu, propagace mikroregionu a vytváření příznivých vnitřních a vnějších vztahů schválených orgány svazku obcí, řešení společných zájmů v oblasti dopravy, komunikací a spojů, inženýrských sítí, společné úkoly v řešení a zajištění dopravní obslužnosti území mikroregionu, řešení společných problémů bezpečnosti občanů majetku, úkoly v oblasti školství, sociální péče, zdravotnictví, kultury, požární ochrany a péče o zvířata, úkoly v oblasti správy majetku obcí včetně společného majetku, zejména místních komunikací, lesů, domovního a bytového fondu, sportovních, kulturních zařízení a dalších zařízení spravovaných obcemi, zabezpečování čistoty obcí, správy veřejné zeleně a veřejného osvětlení, shromažďování a odvoz komunálních odpadů a jejich nezávadného zpracování, využití a zneškodňování, realizace investic ve výše uvedených oblastech, další činnosti |
| Mikroregion Třebechovicko                  | Třebechovice pod Orebem      | Hradec Králové, Rychnov nad Kněžnou  | koordinování celkového rozvoje území mikroregionu na základě společné strategie |
| Mikroregion Urbanická brázda               | Praskačka                    | Hradec Králové                       | koordinování celkového rozvoje území mikroregionu na základě společné strategie, koordinování územních plánů a územního plánování, společný postup při prosazování ekologické stability území, společná propagace mikroregionu v cestovním ruchu |
| Podzvičinsko                               | Hořice                       | Jičín, Trutnov                       | sdružení obcí za účelem zabezpečení koordinovaného postupu orgánů místní samosprávy ve věci rozvoje cestovního ruchu ve správních území celku |
| Společenství obcí Podkrkonoší              | Pilníkov                     | Trutnov                              | koordinování celkového rozvoje území mikroregionu na základě společné strategie, přímé provádění společných investičních akcí, společný postup při prosazování ekologické stability území, společná propagace mikroregionu v cestovním ruchu |
| Svazek obcí 1866                           | Studnice (okres Náchod)      | Náchod                               | koordinování celkového rozvoje území mikroregionu na základě společné strategie, přímé provádění společných investičních akcí, společná propagace mikroregionu v cestovním ruchu |
| Svazek obcí Brada                          | Libuň                        | Jičín                                | koordinování celkového rozvoje území mikroregionu na základě společné strategie, společná propagace mikroregionu v cestovním ruchu |
| Svazek obcí Cidlina                        | Nepolisy                     | Hradec Králové                       | koordinování celkového rozvoje území mikroregionu na základě společné strategie, přímé provádění společných investičních akcí, společný postup při prosazování ekologické stability území |
| Svazek obcí Dolní Bělá                     | Lično                        | Rychnov nad Kněžnou                  | komplexní rozvoj obcí |
| Svazek obcí Dřížná                         | Přepychy                     | Rychnov nad Kněžnou                  | zabezpečení zásobování vodou-správa,údržba a provozování vodárenského zařízení"Dřížná".Spolupráce v dalších oblastech,Zákon o obcích -§49(1),§50(1), pokud se tak členové svazku rozhodnou. |
| Svazek obcí Horní Labe                     | Hostinné                     | Trutnov                              | ochrana a prosazování společných zájmů členských obcí, spolupráce členských obcí při obnově a rozvoji venkova, při přípravě a realizaci rozvojových programů Evropské unie. Především se zaměřením na povodňové problémy obcí, dostupnost zdravotní péče, dopravní obslužnost apod. |
| Svazek obcí Jestřebí hory                  | Úpice                        | Trutnov                              | koordinování celkového rozvoje území mikroregionu na základě společné strategie, společná propagace mikroregionu v cestovním ruchu |
| Svazek obcí Mariánská zahrada              | Jičín                        | Jičín                                | celkový rozvoj mikroregionu, obnova krajiny |
| Svazek obcí Metuje                         | Velká Jesenice               | Náchod                               | koordinování celkového rozvoje území mikroregionu na základě společné strategie, koordinování územních plánů a územního plánování, přímé provádění společných investičních akcí, společná propagace mikroregionu v cestovním ruchu |
| Svazek obcí Úpa                            | Červený Kostelec             | Náchod                               | koordinování celkového rozvoje území mikroregionu na základě společné strategie, přímé provádění společných investičních akcí |
| Svazek obcí Východní Krkonoše              | Trutnov                      | Trutnov                              | koordinování celkového rozvoje území mikroregionu na základě společné strategie, společný postup při prosazování ekologické stability území, společná propagace mikroregionu v cestovním ruchu |
| Svazek obcí Žacléřsko                      | Žacléř                       | Trutnov                              | koordinování celkového rozvoje území mikroregionu na základě společné strategie, společná propagace mikroregionu v cestovním ruchu |
| Valdštejnova zahrada                       | Jičín                        | Jičín                                | udržení, obnova a rozvoj místních kulturních a společenských tradic, životního stylu, pospolitosti venkovského obyvatelstva a vědomí vlastní zodpovědnosti za obnovu a rozvoj obcí. Spolupráce při rozvoji cestovního ruchu. Celkový rozvoj mikroregionu. |
| Vodovodní svaz Císařská studánka           | Solnice                      | Rychnov nad Kněžnou                  | zásobování vodou, odvádění a čistění odpadních vod |